# Саимбейли
Саимбейли (тур. Saimbeyli) — город и район в провинции Адана (Турция).

## История
Эти земли были заселены хеттами ещё в XVI веке до нашей эры. В VI веке до н. э. сюда пришли персы, в 333 году до н. э. они были завоёваны Александром Македонским. Впоследствии они вошли в состав Рима, и потом — Византии. Позднее они были частью Киликийской Армении, когда здесь был воздвигнут город, получивший имя Хаджин (арм. Հաճն) в честь сына местного армянского правителя; затем этими землями завладели мамлюки, и в итоге они вошли в состав Османской империи.
После Первой мировой войны эта территория была на некоторое время оккупирована французами. В 1922 году город был переименован в честь юзбаши (капитана) Саим-бея, проявившего себя во время французской оккупации.